# Leonid Pasternak

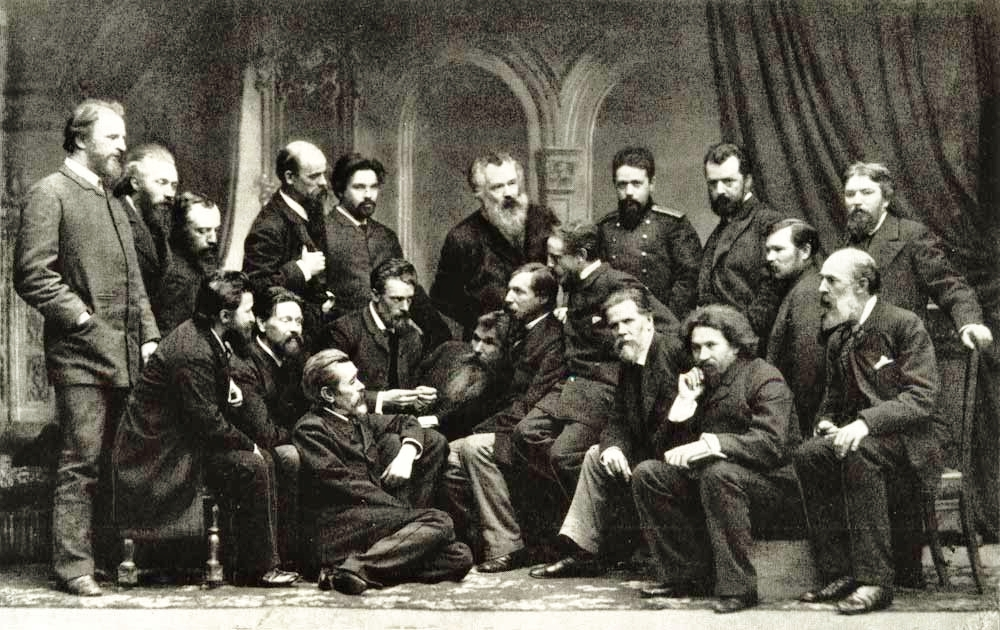
Pieriedwiżnicy w 1885

Leonid Osipowicz Pasternak (ros. Леонид Осипович Пастернак) ur. 23 marca?/4 kwietnia 1862 w Odessie, zm. 31 maja 1945 w Oxfordzie – rosyjski malarz. Ojciec Borysa, autora powieści Doktor Żywago.

## Życiorys
Przyszedł na świat w rodzinie żydowskiego karczmarza. Był szóstym i najmłodszym dzieckiem w rodzinie. Bardzo wcześnie zaczął rysować, ale rodzina zniechęcała go z obawy, że to zajęcie zaszkodzi studiom.
Pierwszym sponsorem Pasternaka była miejscowa firma oczyszczania ulic, która zaczęła skupować jego prace, kiedy miał siedem lat.
W latach 1881–1885 studiował na Uniwersytecie Moskiewskim, najpierw medycynę i nauki prawnicze. W końcu zdecydował się poświęcić sztuce i zapisał się do Królewskiej Akademii Sztuk Pięknych w Monachium, gdzie w 1887 uzyskał tytuł naukowy. Wrócił do Rosji, odsłużył obligatoryjną służbę wojskową (2 lata) w regimencie artylerii i w roku 1889 rozpoczął karierę zawodowego malarza.
Pierwszy wystawiony obraz został zakupiony przez Pawła Trietjakowa, najważniejszego mecenasa sztuki w Rosji w owym czasie. Szybko stał się popularnym malarzem. Został członkiem tzw. Koła Polenowskiego, które skupiało m.in. Walentina Sierowa, Isaaka Lewitana, Michaiła Nestierowa i Konstantina Korowina. W 1889 ożenił się z wyróżniającą się w tamtym czasie pianistką Rosalindą Kaufman. Leonid Pasternak był pierwszym rosyjskim malarzem, który uważał się za postimpresjonistę. W Rosji lat 80. i 90. XIX wieku była to nowość, która przyciągała uwagę.
Pasternak był też członkiem grupy Pieriedwiżników (ros. Передвижники) i rosyjskiego stowarzyszenia artystycznego Mir iskusstwa. Był przyjacielem Lwa Tołstoja i spędził w Jasnej Polanie wiele miesięcy malując m.in. parę portretów wielkiego pisarza. Ilustrował też jego powieści – Wojna i pokój i Zmartwychwstanie, za co otrzymał w 1900 medal na Wystawie Światowej w Paryżu. W 1905 Pasternak został wybrany członkiem cesarskiej Akademii Sztuki i uczył w Moskiewskiej Szkole Malarstwa, Rzeźby i Architektury.
W 1921 r. Pasternak musiał poddać się operacji oczu, która została przeprowadzona w Berlinie. Wyjechał z żoną i dwiema córkami, pozostawiając synów Borysa (przyszłego noblistę) i Aleksandra w radzieckiej Rosji. Po operacji postanowił do Rosji nie wracać i pozostał w Berlinie.
W 1938 r. uciekł przed nazistami do Anglii. Zmarł 31 maja 1945 w Oksfordzie.

## Galeria

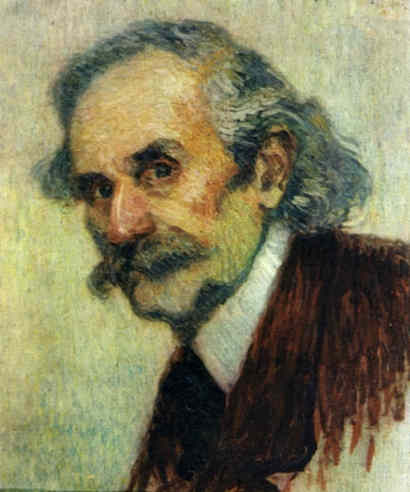
Dyrygent W.I.Suk 1898
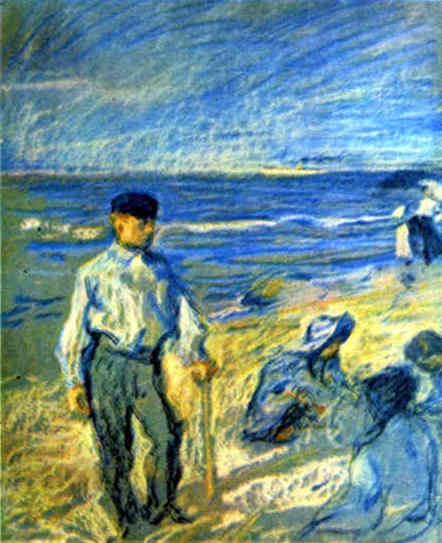
Wyspa Rugia 1906
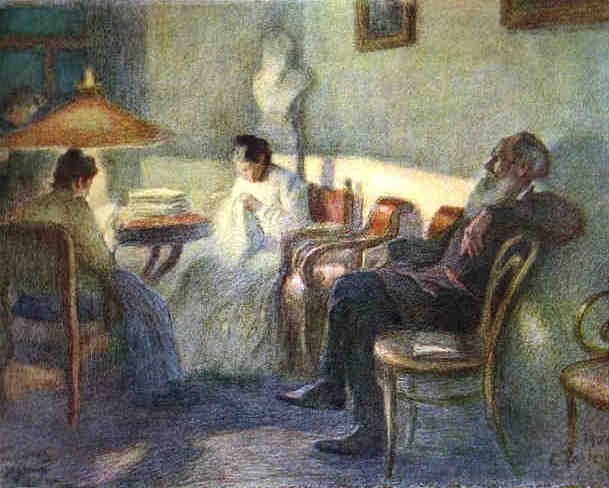
Lew Tołstoj z rodziną 1902
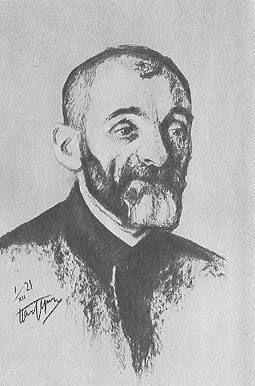
Lew Isakowicz Szestow 1910
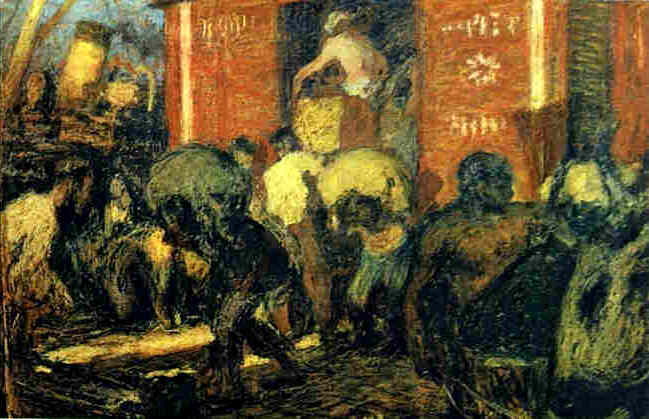
Port w Odessie 1911
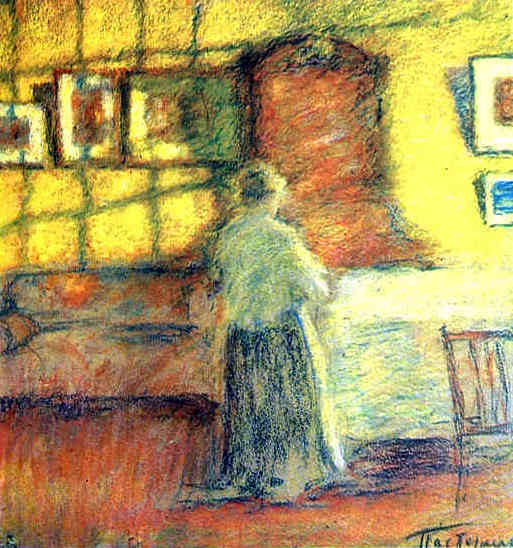
Promień słońca
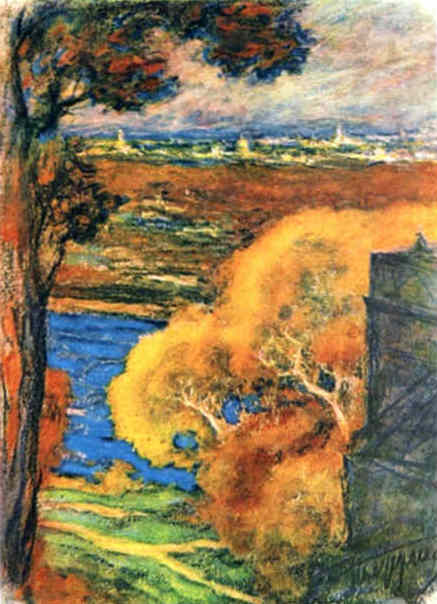
Złota jesień.
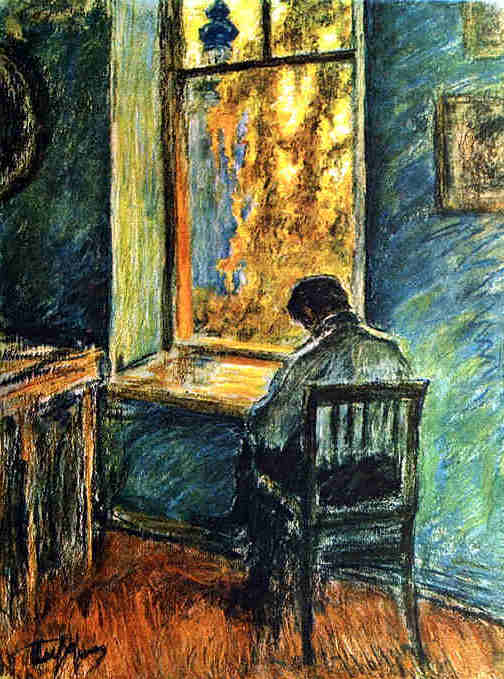
Przy oknie – Jesień 1913
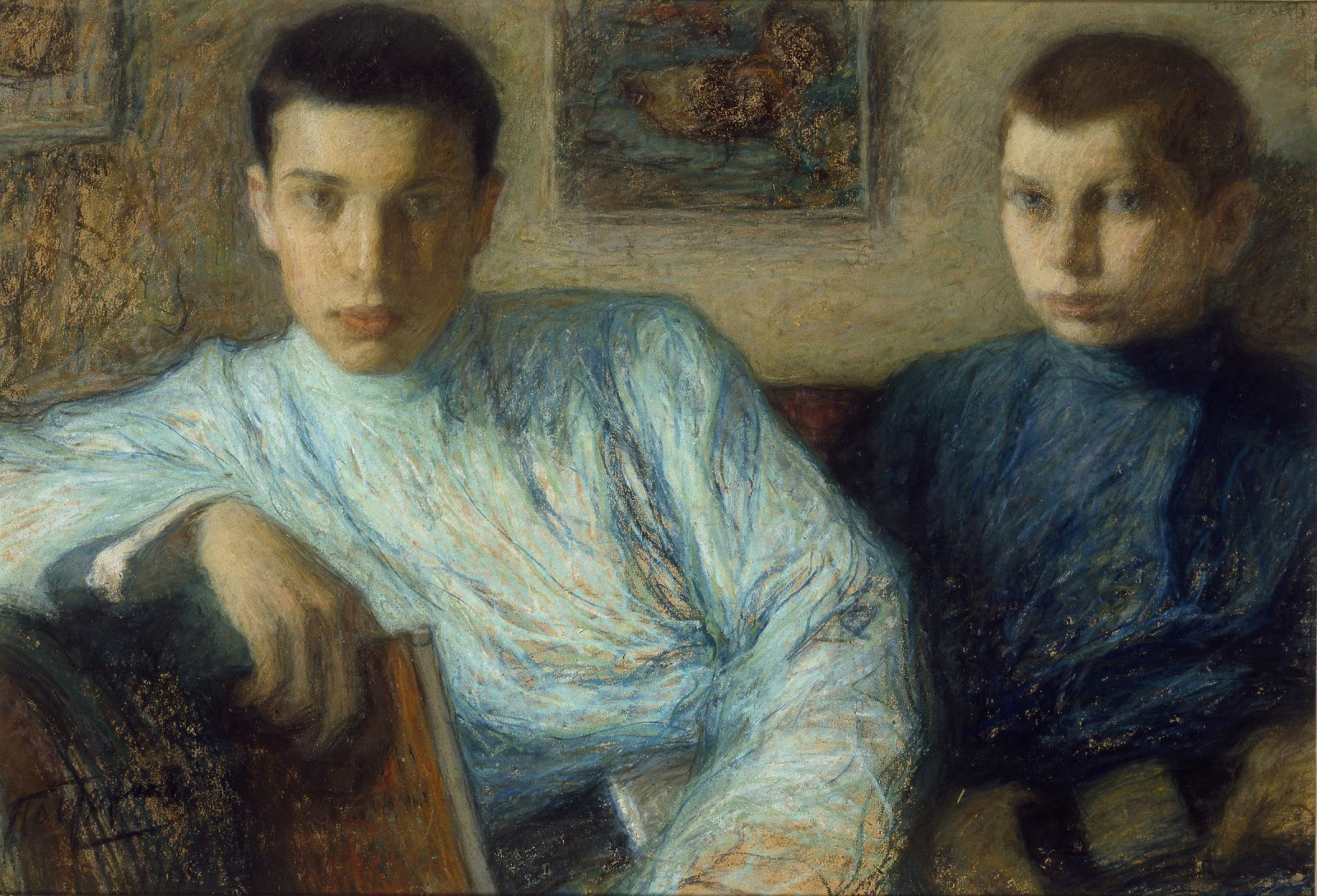
Synowie Borys i Aleksander
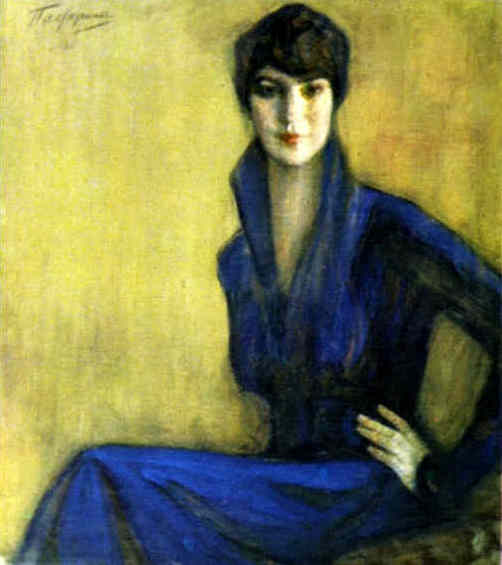
E.Lewina 1916
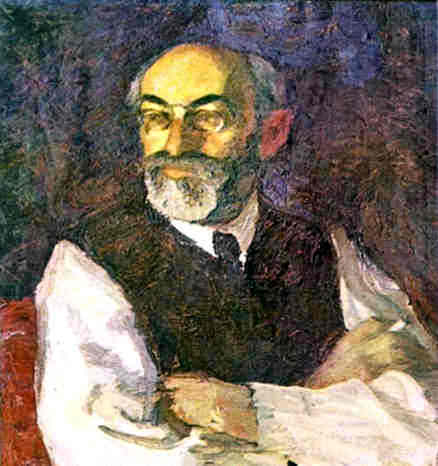
M. O. Gerszenson, 1917
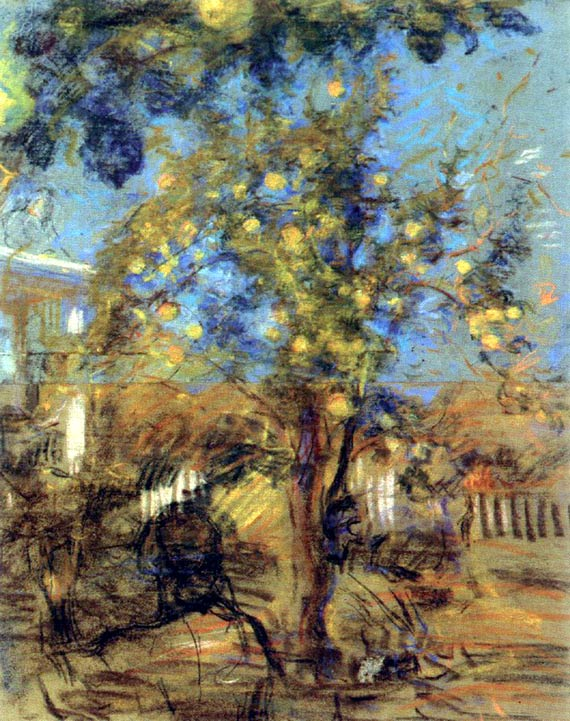
Zbiór jabłek 1918